# Globochernella
Globochernella es un género de foraminífero bentónico de la subfamilia Endostaffellinae, de la familia Endothyridae, de la superfamilia Endothyroidea, del suborden Fusulinina y del orden Fusulinida. Su especie tipo es Globochernella braibanti. Su rango cronoestratigráfico abarca el Viseense (Carbonífero inferior).

## Discusión
Clasificaciones más recientes incluyen Globochernella en el suborden Endothyrina, del orden Endothyrida, de la subclase Fusulinana de la clase Fusulinata.

## Clasificación
Globochernella incluye a las siguientes especies:
- Globochernella braibanti †
- Globochernella overlaui †